# Anisodes indigens
Anisodes indigens là một loài bướm đêm trong họ Geometridae.